# Рівне Село
Рівне Село[джерело?] (серб. Равно Село) — село в Сербії, належить до общини Вербас Південно-Бацького округу в багатоетнічному, автономному краю Воєводина.

## Населення
Населення села становить 3523 особи (2002, перепис), з них[джерело?]:
- серби — 2702 — 77,68%;
- чорногорці — 274 — 7,87%;
- хорвати — 33 — 0,94%;

Решту жителів  — з десяток різних етносів, зокрема: роми, мадяри, словаки і до десяти русинів-українців.